# Preben Harris
Preben Harris (* 30. März 1935 in Frederiksberg) ist ein dänischer Schauspieler, Regisseur und Theaterintendant.

## Leben
Preben Harris wuchs als Sohn von Poul Joachim Harris (1907–1995) und dessen Frau Else Margrethe Therkelsen (1903–1967) in Frederiksberg auf. Er hat väterlicherseits britische Vorfahren.
Nach seinem Schulabschluss absolvierte er von 1951 bis 1954 seine Schauspielausbildung an der Schauspielschule des Aarhus Teater, wo er auch sein Bühnendebüt als Darsteller hatte und anschließend bis 1959 dort als festes Ensemblemitglied engagiert war. Als Bühnendarsteller wirkte er in zahlreichen Theaterstücken, Musicals und in Kabarett-Programmen mit. Von 1967 bis 1971 war Harris der Direktor des Gladsaxe-Theater und anschließend bis zum Jahr 2001 war er Direktor des Folketeatret.
Harris wirkte als Schauspieler vor der Kamera seit dem Jahr 1954 in bislang über 50 Film-und-Fernsehproduktionen mit. Seine erste Rolle spielte er in einem Film der Vater-hoch-vier-Reihe. Er führte bei 26 Spielfilmen die Regie und ist auch als Drehbuchautor tätig. Er ist zudem als Synchronsprecher für Zeichentrickfilm aktiv, wie beispielsweise für Toy Story. Harris wurde für sein filmisches Schaffen mehrmals ausgezeichnet, so unter anderem auch im Jahr 1969 mit dem Teaterpokalen. Im Jahr 1991 erhielt er den Dannebrogorden und im Jahr 2010 erhielt er in der Kategorie Bester Nebendarsteller den Bodil.
Preben Harris ist seit dem 6. Oktober 1961 mit der Schauspielerin Bende Harris (* 1939) verheiratet, mit der er in Kopenhagen lebt. Aus der Ehe gingen zwei Söhne und eine Tochter hervor, wovon ihr ältester Sohn Kim Harris (* 1960) ebenfalls als Schauspieler aktiv ist.

## Filmografie (Auswahl)
- 1954: Vater hoch vier (Filmreihe)
- 1960: Dreiklang
- 1963: Casinominder
- 1970: Schmuggler (Fernsehserie)
- 1974: Mr. President
- 1976: Blind makker
- 1979: Ein Haus in der Provinz (Fernsehserie, 1 Folge)
- 1980: Die Leute von Korsbaek (Fernsehserie, 1 Folge)
- 1992: Call Me Liva (TV-Vierteiler)
- 1995: Operation Cobra
- 1998: Baby Doom
- 1999: In China essen sie Hunde
- 2001: Shake It All About
- 2007: Kommissarin Lund – Das Verbrechen (Fernsehserie, 1 Folge)
- 2009: Headhunter
- 2010: In einer besseren Welt
- 2020: Julefeber (Fernsehserie)